# Карс (Краснодарский край)
Карс — хутор в Успенском районе Краснодарского края России.
Входит в состав Маламинского сельского поселения.

## География
Хутор расположен в 6 км к юго-востоку от центра сельского поселения — села Маламино.
Единственная улица носит название Красная.

## Население
| 2002 | 2010 |
| ---- | ---- |
| 101  | ↘82  |